# Goug
Goug, também escrito como El Goug, é uma vila na comuna de Balidat Ameur, no distrito de Témacine, província de Ouargla, Argélia.
A vila está localizada 5,5 quilômetros (3,4 milhas) ao sudeste de Balidat Ameur e 23 quilômetros (14 milhas) ao sul de Touggourt.